# Zábrodí
Obec Zábrodí (německy Sabrod) se nachází v okrese Náchod, kraj Královéhradecký. Žije zde 591 obyvatel.

## Historie
První písemná zmínka o obci pochází z roku 1582.

## Části obce
- Zábrodí
- Horní Rybníky
- Končiny (zahrnuje Zábrodské Končiny a větší část Kosteleckých Končin)